# Panthère d'eau

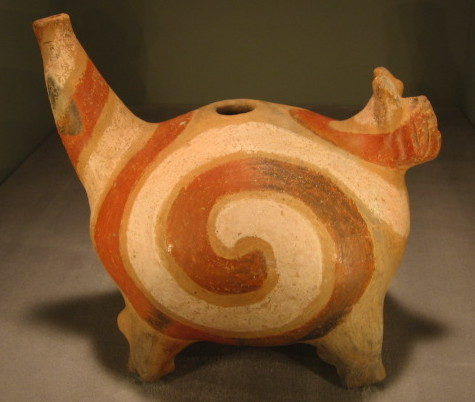
Cruche en céramique montrant une panthère d’eau trouvée dans le comté de Cross, Arkansas.

La panthère d’eau est une puissante créature de la mythologie amérindienne, particulière aux tribus de la région des Grands Lacs. En ojibwa, cette créature est parfois appelée Mishibizhiw (Mishipizhiw, Mishipizheu, Mishupishu, Mishepishu) qui peut être traduit en « Grand Lynx »  ou « Grande panthère ». La panthère d’eau est l'un des composants majeurs du culte méridional de la civilisation du Mississippi dans le sud-est américain,.

## Description

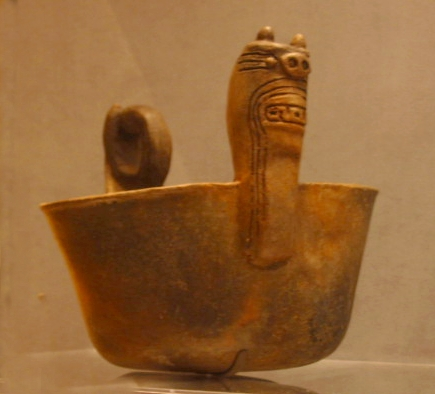
Bol représentant la Panthère d'eau/Grand Serpent.

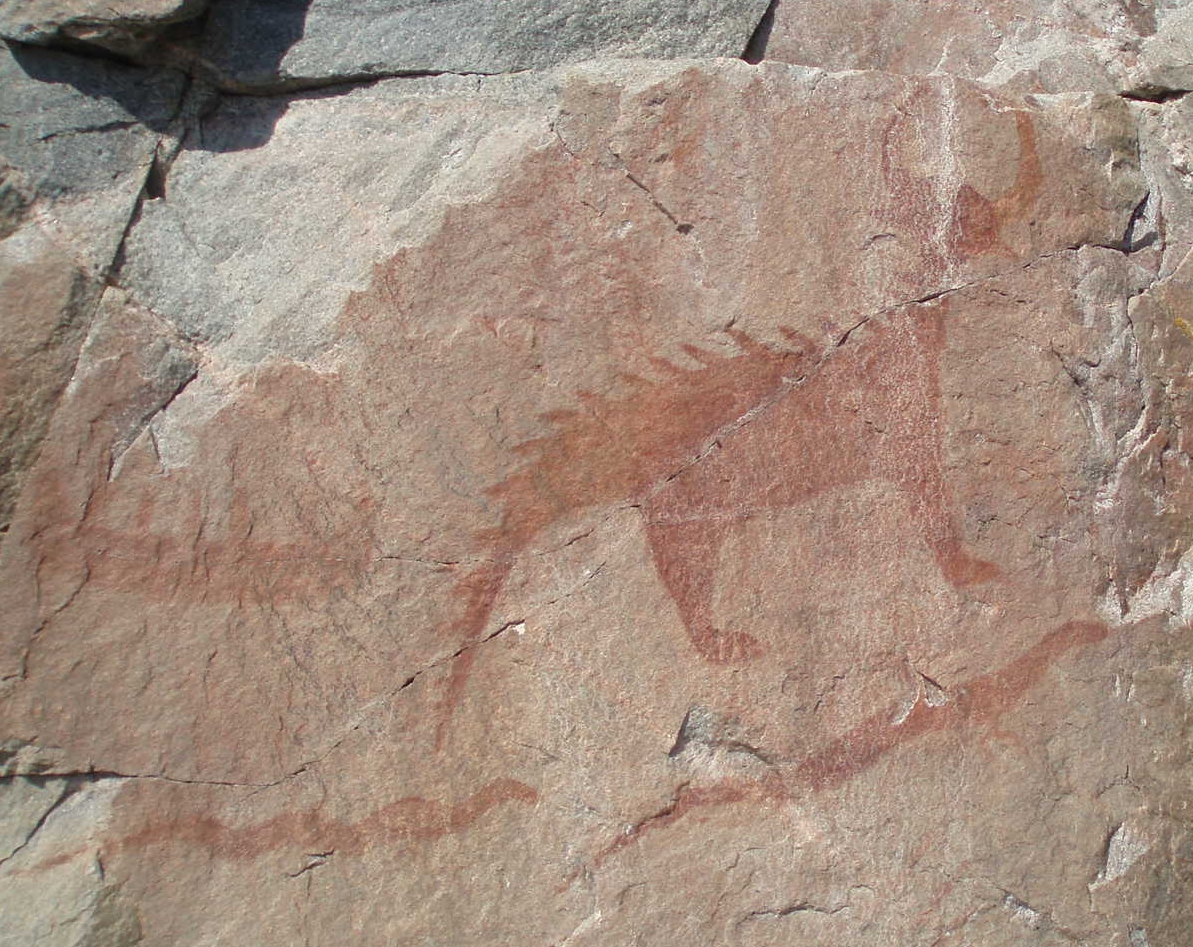
Pictographes de mishibizhiw accompagnée d’un canoë et de deux serpents, du parc provincial du Lac-Supérieur, Ontario. Attribué aux Ojibwas.

Les monstres aquatiques apparaissent dans la mythologie de la plupart des civilisations. Dans la mythologie gréco-romaine, on trouve représenté un animal à tête de panthère et corps de serpent, tirant le char de Poséidon ou Neptune sur les flots.[réf. nécessaire]
Dans certaines mythologies amérindiennes, ils ont les traits des félins sauvages comme le puma ou le lynx ou de serpents. La panthère d’eau est une chimère de plusieurs animaux : les cornes du daim ou du bison, le corps ou la queue du puma, et d’autres animaux qui dépendent du mythe. Mishipizheu est censée vivre dans les plus grandes profondeurs des lacs et des rivières. Quelques traditions voient les panthères d’eau comme des créatures protectrices et serviables, mais dans la plupart des cas ce sont des bêtes malveillantes qui apportent la mort et la malchance.
Pour les Algonquins, les panthères d’eau étaient les plus puissants des êtres souterrains. Selon les Ojibwas, elles étaient comme les serpents les maîtres de toutes les créatures aquatiques. Quelques versions de la légende de Nanabozho parlent de communautés entières de lynx d’eau. Le sac médecine des Potawatomis représentait une panthère d’eau sur un côté et de l’autre l’oiseau-tonnerre, associé à l’élément air. Aussi tardivement que dans les années 1950, la Prairie Band of Potawatomi Indians a continué leur cérémonie traditionnelle d’apaisement de la grande panthère afin de maintenir l’équilibre avec l’oiseau-tonnerre.
Quand l’ethnographe Johann Kohl visita les États-Unis dans les années 1850, il parla avec un chef Fond du lac qui lui montra une pièce de cuivre de son sac médecine étant selon lui une mèche de cheveux de mishibizhiw, ce qui était considéré comme un objet extrêmement puissant.

## L’effigie d’Alligator
Le tumulus à l’effigie de l’Alligator à Granville dans l’Ohio est considéré par Brad Lepper comme une représentation d’une panthère d’eau plutôt que d’un alligator. Le principal argument est que l’alligator était un animal inconnu des tribus de l’Ohio. La confusion pourrait être le résultat d’une mauvaise interprétation par les premiers colons européens qui, lorsqu’ils demandèrent ce que représentait le tumulus aux Amérindiens, se virent répondre qu’il s’agissait d’une créature féroce qui vit dans l’eau et mange les gens, qu’ils comprirent comme un alligator.

## Le serpent à cornes et la panthère d'eau
Dans les croyances des différents peuples Amérindiens, la panthère d'eau et le serpent à cornes ont un rôle analogue. Selon la région d'Amérique, le peuple croyait en l'une ou l'autre de ces créatures, avec de nombreux stades intermédiaires où la créature possédait des caractéristiques intermédiaires aux deux créatures.
| Panthère d'eau | Les deux   | Serpent à cornes |
| -------------- | ---------- | ---------------- |
| Winnebagos     | Dakotas    | Micmacs          |
| Ojibwés        | Mandans    | Passamaquoddys   |
| Arikaras       | Hidatsas   | Pentagouets      |
| Iroquois       | Cheyennes  | Malécites        |
| Omahas         | Lenapes    | Hurons           |
| Miamis         | Sauks      | Kickapous        |
| Poncas         | Menominees | Cherokees        |
| Shawnees       | Muskogees  | Koasatis         |
| Natchez        | Tunicas    | Alabamas         |
| Illinois       | Mesquakies | Caddos           |